# Hubert Howe Bancroft
Hubert Howe Bancroft (Granville, 5 mei 1832 – San Francisco, 2 maart 1918) was een Amerikaans geschiedkundige en etnoloog die verschillende werken schreef over het westen van de Verenigde Staten, over de staten Texas, Californië, Alaska, maar ook over Mexico, Centraal-Amerika en Brits-Columbia.
Bancroft verzamelde ook boeken, kaarten, documenten en manuscripten. Zijn verzameling telde in 1900 zo'n 45.000 objecten. In 1905 verkreeg de Universiteit van Californië - Berkeley de collectie. Sindsdien huisvest ze die in de naar hem genoemde Bancroft Library.
De woning in Spring Valley waar Bancroft van 1885 tot aan zijn dood in 1918 woonde, is erkend als National Historic Landmark. Bancroft ligt begraven op de befaamde begraafplaats Cypress Lawn Memorial Park in Colma.